# Judocus Bouckaert

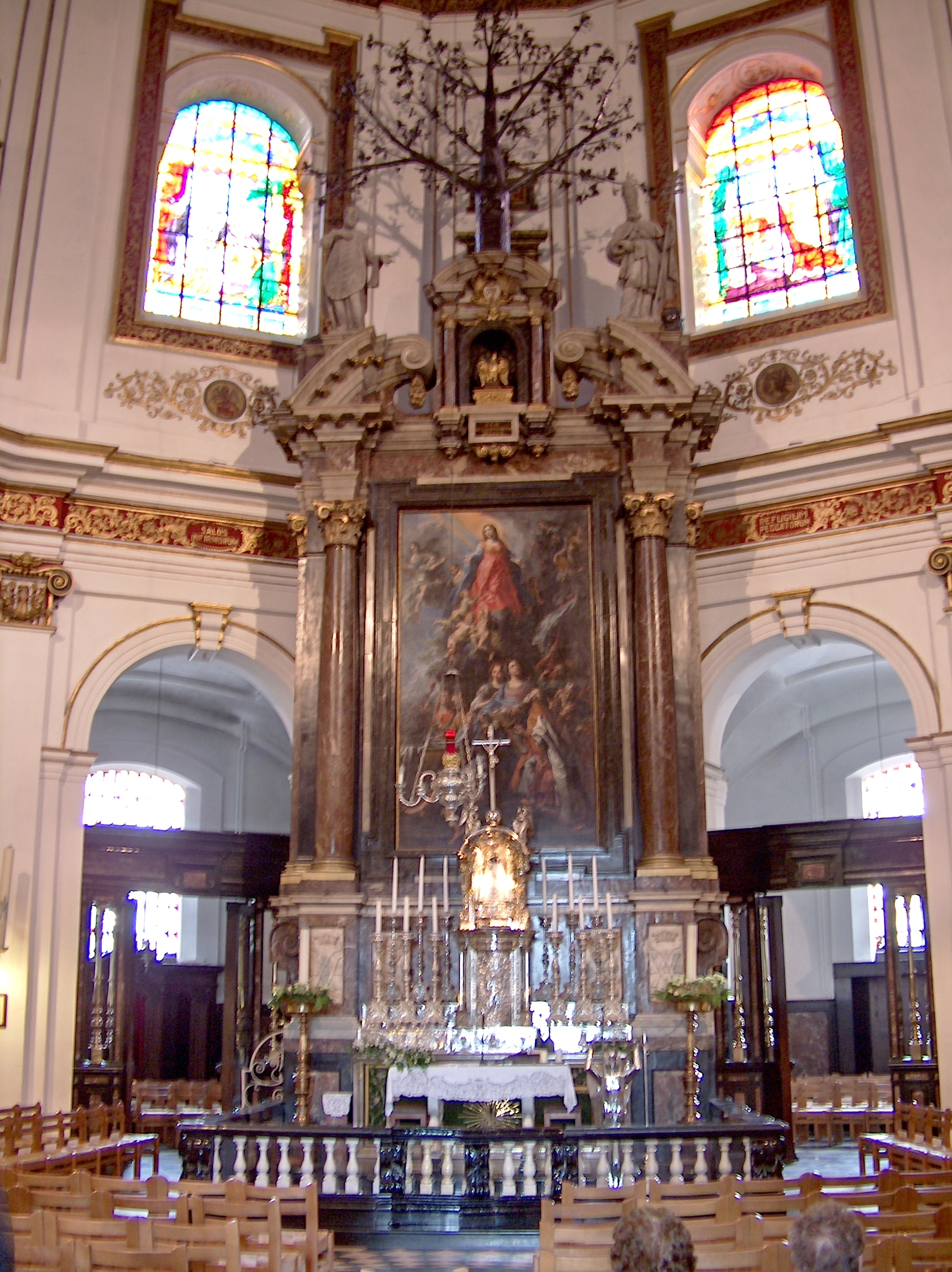
Bouckaert was de bouwheer van de Basiliek van Onze-Lieve-Vrouw van Scherpenheuvel.

Judocus of Josse Bouckaert (Izegem circa 1583 – Ieper, 1 november 1646) was bisschop van Ieper (1641-1646) in de Spaanse Nederlanden.

## Levensloop
Nadat Bouckaert zijn diploma theologie behaalde aan de universiteit van Leuven, werd hij proost van Scherpenheuvel. Dit was een recent opgericht Mariabedevaardsoord op aansturen van de aartshertogen Albrecht en Isabella. Hij stichtte er een klooster van de Oratorianen. Albrecht en Isabella steunden financieel de bouw van een basiliek voor Mariaverering. Bouckaert regelde de bouw van de basiliek van Onze-Lieve-Vrouw van Scherpenheuvel, waarna hij bekendheid genoot in heel de Zuidelijke Nederlanden.
Omwille van de brede steun die hij genoot van de aartshertogen en de bisschoppen, was hij de gepaste kandidaat om bisschop van Ieper te worden in 1641.  Paus Urbanus VIII benoemde Bouckaert in opvolging van Cornelius Jansenius, door Rome veroordeeld voor zijn jansenistische theorieën.
Het bisdom Ieper bestuurde Bouckaert met grote voorzichtigheid, om noch Rome noch de jansenisten in zijn bisdom voor het hoofd te stoten. Hij stierf in Ieper in 1646.
- Virtual International Authority File: 288775310
- WorldCat: E39PBJgCKd6YC7w6CJ9J44xFKd